# Man (volk)
De Man zijn een volk uit de Chinese oudheid.
Tijdens de Periode van Lente en Herfst werden zij als barbaars beschouwd, in tegenstelling tot de Chinezen die onder de sfeer van de Zhou-dynastie vielen. De Man woonden voornamelijk ten zuiden van de Zhou-staten rond de Jangtsekiang.
De staat Chu werd als een Man-staat beschouwd en genoot daardoor een semi-barbaarse status. Bronnen vermelden ook dat er Man woonden in de gebieden van de Zhou-koning rond het oostelijk deel van de Gele Rivier.